# Acanthurus lineatus

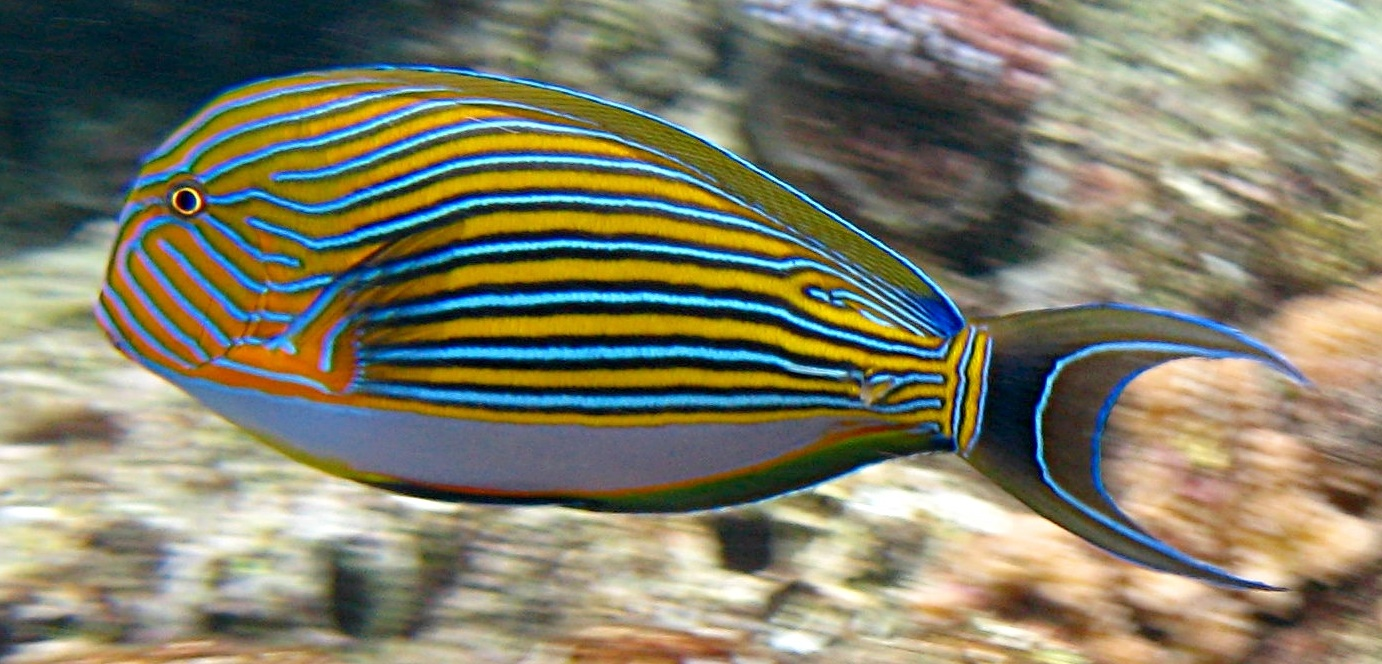
A. lineatus

Acanthurus lineatus (Linnaeus, 1758), è un pesce d'acqua salata appartenente alla famiglia Acanthuridae. 

## Distribuzione e habitat
È un tipico abitante delle barriere coralline dell'Indo-Pacifico. Alcune località dove è stato trovato sono: il Mar Rosso, le coste dell'Africa orientale, il Giappone, le Hawaii e le Seychelles. Di solito vive a basse profondità.

## Descrizione
Il suo corpo è ovale, compresso ai lati, con la pinna caudale a forma di mezzaluna. Il ventre è bianco, mentre la parte superiore del corpo ha un disegno a strisce gialle e blu. La pinna dorsale e la pinna anale sono basse e lunghe. Può raggiungere i 38 cm di lunghezza e sul peduncolo caudale sono presenti degli aculei velenosi che possono risultare pericolosi anche per l'uomo.

## Biologia

### Comportamento
È un pesce dal temperamento decisamente aggressivo e territoriale.

### Alimentazione
La sua dieta è composta completamente da varie specie di alghe, come tutti gli Acanthuridae.

### Riproduzione
È oviparo e la fecondazione è esterna. Sebbene durante il periodo riproduttivo gli esemplari di questa specie formino grandi gruppi, la deposizione avviene in coppia.

## Conservazione
La lista rossa IUCN classifica questa specie come "a rischio minimo" (LC) perché non è minacciata da particolari pericoli e non viene pescata molto frequentemente.

## Acquariofilia
Questa specie è allevata in acquari domestici e pubblici.